# حملات بحر البلطيق (1939-1945)

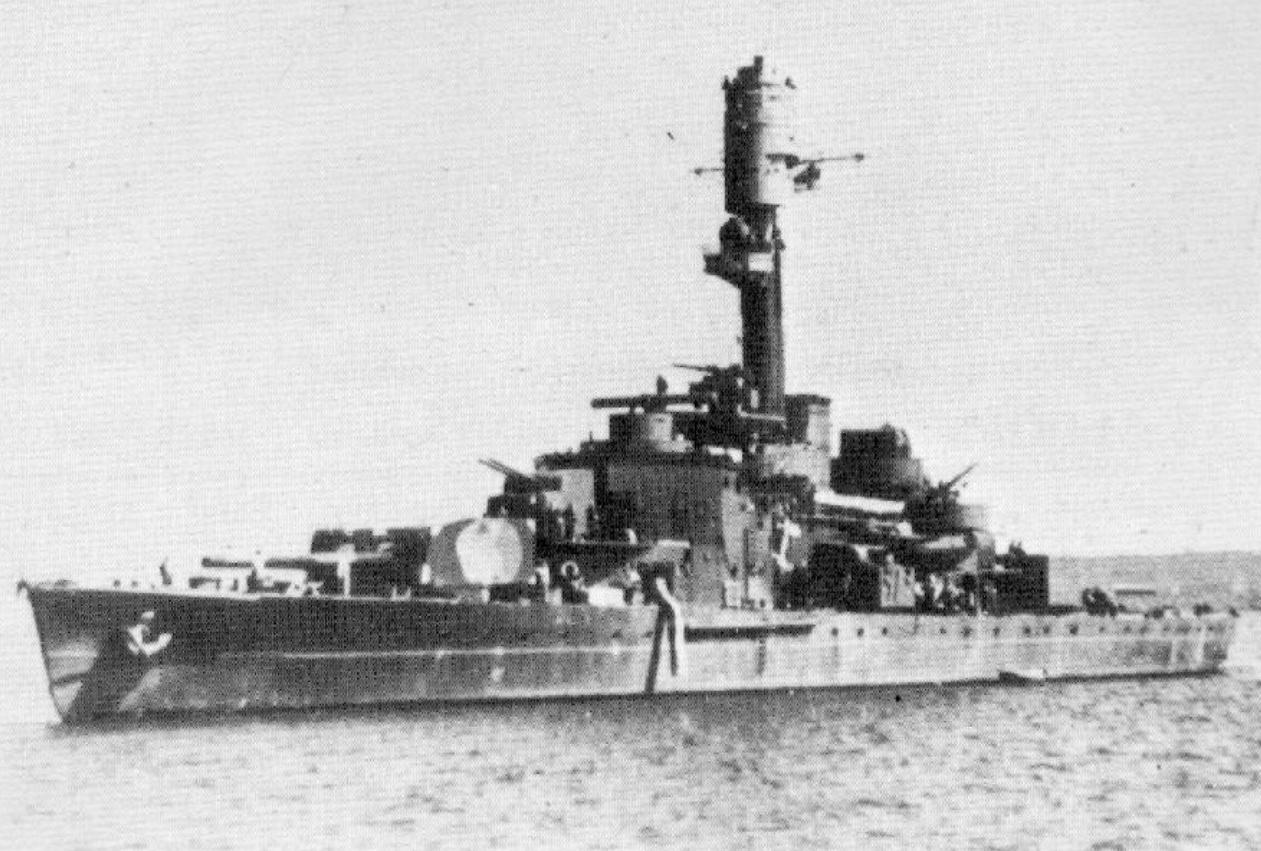
فايناموينن

نُفّذت حملات بحر البلطيق من قبل قوات المحور والحلفاء البحرية في بحر البلطيق ومناطقه الساحلية وخليج فنلندا خلال الحرب العالمية الثانية. بعد القتال المبكر بين القوات البولندية والألمانية، كان الطرفان الرئيسيان هما ألمانيا وفنلندا، وعارضهما الاتحاد السوفيتي. لعب الأسطول البحري والتجاري السويدي أدوارًا مهمة، وخططت البحرية الملكية البريطانية لعملية كاثرين للسيطرة على بحر البلطيق والمضيق الخاص به في بحر الشمال.
في حين تضمنت العمليات القتال الجوي، والبرمائي، ودعم القتال البري على نطاق واسع، كانت السمة الأكثر أهمية لعمليات بحر البلطيق هي حجم حرب الألغام، لا سيما في خليج فنلندا. وضعت الأطراف المتحاربة أكثر من 60.000 لغم بحري وعوائق مانعة للاكتساح، مما جعل خليج فنلندا الضحل أحد أكثر المياه كثافة بالألغام في العالم.

## حملات على بحر البلطيق

### العمليات العسكرية قبل عام 1941

#### غزو بولندا
شاركت البحرية البولندية في معركة خليج غدانسك ومعركة هيل في عام 1939. أُخليَ عدد قليل من سفنها السطحية لمواصلة الحرب من بريطانيا (عملية بكين)، لكن معظم السفن بقيت في بولندا وأغرقتها القوات الألمانية. عملت الغواصات البولندية لفترة وجيزة في بحر البلطيق.

### العمليات العسكرية عام 1941
تركت حرب الشتاء واحتلال دول البلطيق أسطول بحر البلطيق الأحمر في وضع قوي. كان
أكبر أسطول في بحر البلطيق (سفينتان حربيتان، 19 مدمرة، 68 غواصة، وذراع جوي بحري يتكون من 709 طائرات) مع قواعد على طول ساحل البلطيق وكذلك في هانكو. على وجه الخصوص، تعرض الساحل الجنوبي الطويل والضعيف لفنلندا الآن للبحرية السوفيتية لكامل طوله.
كان للبحرية الفنلندية فرعين، التحصينات الساحلية القديمة ولكن جيدة الصيانة التي بناها الروس قبل الحرب العالمية الأولى (قلعة بيتر الأكبر البحرية)، والبحرية الفعلية، التي تتكون من سفينتين للدفاع الساحلي وخمس غواصات وعدد من السفن الأصغر. لم تستطع كريغسمرينه توفير سوى جزء صغير من قوتها البحرية، حيث كانت مقيدة في معركة المحيط الأطلسي. كان الشاغل الرئيسي لألمانيا في بحر البلطيق هو حماية الطرق عبر بحر الأرخبيل الذي زود صناعتها الحربية بالحديد الخام الحيوي المستورد من السويد.
فوجئت البحرية السوفيتية بالهجوم الألماني الأولي على الاتحاد السوفيتي في 22 يونيو 1941، وتكبدت خسائر فادحة أثناء الإخلاء من دول البلطيق وفنلندا. كانت كريغسمرينه قد بدأت في زرع الألغام قبل عدة ساعات من بدء الغزو الفعلي، وبتأثير فوري، فقد أسطول البلطيق السوفيتي مدمرة بسبب الألغام في اليوم الثاني من الحرب. أجبر التقدم الألماني السريع البحرية السوفيتية على التخلي عن قواعدها على طول ساحل البلطيق والإخلاء باتجاه تالين وكرونشتاد.
للحماية من اختراق الأسطول الأحمر، نشر الألمان مجموعة قتالية كبيرة — بما في ذلك البارجة الجديدة تيربيتز والطرادات والمدمرات — إلى بحر البلطيق عام 1941، ووضعوا سلسلة من حقول الألغام عبر خليج فنلندا. نظرًا لأن الأسطول السوفيتي لم يحاول الفرار إلى المحيط الأطلسي أو السويد المحايدة، سحبت ألمانيا في النهاية سفنها الرئيسية. لاحقًا، غرقت سفينة الدفاع الساحلي الفنلندية بسبب الألغام خلال عملية نورث ويند، وهي عملية خدعة فاشلة.  هاجمت الغواصات والقوات السطحية الفنلندية مرارًا القوافل السوفيتية من وإلى هانكو ولكن بنجاح محدود، بسبب المقاومة السوفيتية القوية وفشل المعدات.
كما فقدت القواعد البحرية في ريغا وليباجا للتقدم الألماني، انسحبت البحرية السوفيتية إلى تالين، التي كانت محاصرة بنهاية أغسطس، مما أجبر السوفييت على إجراء إخلاء عن طريق البحر.  لمواجهة هذا، أسقطت القوات البحرية الألمانية والفنلندية 2400 لغم، إضافة إلى 600 لغم موجودة بالفعل في الممرات البحرية خارج تالين. وُضعت المدفعية الألمانية في شبه جزيرة جوميندا ووضعت قوارب الطوربيد الفنلندية والألمانية في حالة تأهب. تألف الإجلاء السوفيتي من 160 سفينة تحمل 28000 شخص (بما في ذلك القيادة الشيوعية وعائلاتهم وأفراد الجيش والبحرية و 10000 استوني) و 66000 طن من العتاد.
بدأ الإخلاء في ليلة 27 أغسطس، في نفس الوقت الذي دخلت فيه القوات الألمانية الأولى إلى المدينة. أثناء الإقلاع تعرضت السفن لهجوم مستمر من قاذفات القنابل والمدفعية الألمانية، والتي استمرت مع وصول الأسطول إلى شبه جزيرة جوماندا المليئة بالألغام. في منتصف ليل 28 أغسطس، اصطدم الأسطول بحقول الألغام أثناء مهاجمته بزوارق فنلندية وألمانية. كانت الخسائر فادحة، حيث فقدت 65 سفينة من أصل 160، وتضرر العديد من بين 28000 شخص، لقي 16000 مصرعهم. وبإمكانيات صغيرة نسبيًا، وجهت البحرية الفنلندية والكريغسمرين ضربة قاسية لأسطول اللواء الأحمر البلطيقي، الذي انسحب إلى الأمان النسبي في حواجز المناجم البحرية والتحصينات الساحلية لكرونشتاد.
في بداية الحرب، عزلت القوات البرية الفنلندية القاعدة في هانكو بحامية قوامها 30 ألف فرد.  ظلت الجبهة ثابتة، مع أعمال بحرية وبرمائية صغيرة الحجم فقط في الأرخبيل. بحلول نهاية الصيف، غادرت الفرقة 17 الفنلندية، التي كانت تشكل الجزء الأكبر من القوة المحاصرة، هانكو إلى كاريليا الشرقية. بحلول ديسمبر 1941، أُخليَت القاعدة، بعد أن فقدت أهميتها بسبب استمرار الحصار والتقدم الألماني السريع نحو لينينغراد. كان الإخلاء في عدة قوافل تمكنت من نقل ما يقرب من 23000 جندي إلى لينينغراد. عانى الأسطول من ضحايا حقول الألغام الفنلندية والمدفعية الساحلية، وخسر ثلاث مدمرات ووسيلتي نقل كبيرتين (أندريه جدانوف ويوسف ستالين) بالإضافة إلى العديد من السفن الصغيرة. استولت القوات الفنلندية على هانكو المهجورة والملغومة بشدة بعد مغادرة السوفييت.
انسحبت القوات السوفيتية أيضًا من جزر بيريوزوفي ثم تحركت القوات الفنلندية وشيدت الحصون في المنطقة. أثناء نقل الإمدادات إلى هذه الحصون، اصطدمت السفينة بمنجم في 28 نوفمبر 1941 وغرقت. أُصلحت لاحقًا وجُددت وأُعيدَ تشغيلها.
على الرغم من أن الألغام البحرية والتفوق الجوي والتقدم الألماني السريع على الأرض قد أدى إلى تحييد عناصرها الثقيلة إلى حد كبير، إلا أن أسطول البلطيق السوفيتي في المنطقة المجاورة مباشرة للينينغراد لم يُدمّر. كان قصف الأسطول من الشاطئ مهمًا في إنقاذ لينينغراد من الهجوم الألماني الأول في سبتمبر. أغرقت قاذفات الغطس الألمانية البارجة مارات في كرونشتاد في 23 سبتمبر، ولكن أُنقذت جزئيًا لاستخدامها كبطارية ثابتة. قاتل العديد من بحارة أسطول البلطيق على الأرض أثناء حصار لينينغراد. أيضًا، على الرغم من فقدان بعض الجزر في خليج فنلندا خلال عام 1941، احتُفظ بجزيرتي سيسكاري ولافانساري، والتي من شأنها أن تكون قواعد مهمة مع تقدم الحرب.